# فان بورن (نيويورك)
فان بورن (بالإنجليزية: Van Buren, New York)‏ هي منطقة سكنية تقع في الولايات المتحدة في مقاطعة أونونداغا، نيويورك. يقدر عدد سكانها بـ 13,185 نسمة ومساحتها 93.5 كم2 وترتفع عن سطح البحر 189 متر.